# Bartomeu Agustí

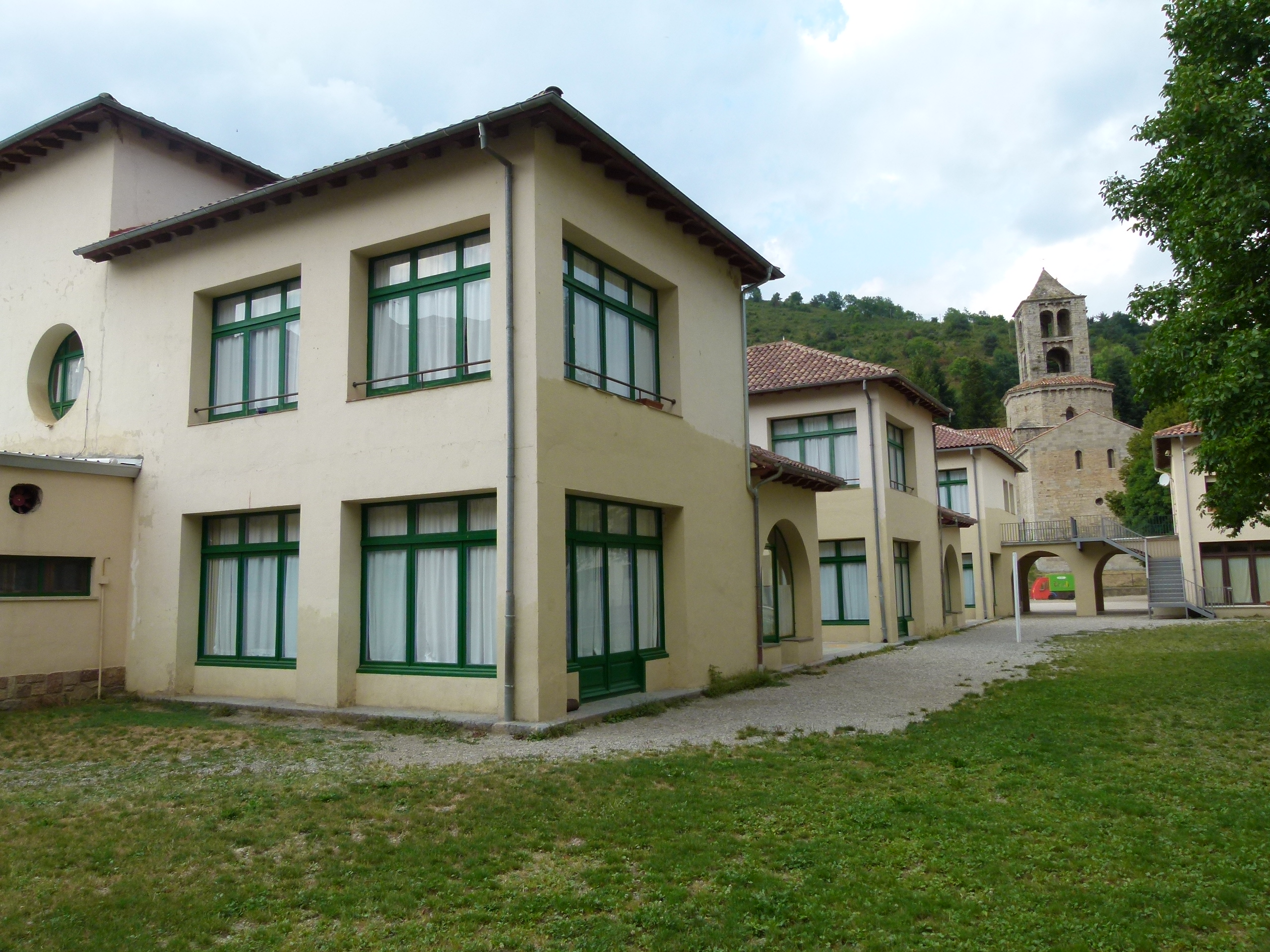
Colegio Dr. Robert (1936-1938), Camprodon

Bartomeu Agustí Vergés (Olot, 9 de octubre de 1904-Barcelona, 8 de abril de 1944) fue un arquitecto racionalista español, miembro del GATCPAC. 

## Biografía
Nació en Olot en 1904, hijo del industrial textil Josep Agustí Trilla. Estudió en la Escuela Técnica Superior de Arquitectura de Barcelona, donde se tituló en 1930.
En 1931 se afilió como socio numerario al GATCPAC (Grupo de Arquitectos y Técnicos Catalanes para el Progreso de la Arquitectura Contemporánea). Este grupo abordó la arquitectura con voluntad renovadora y liberadora del clasicismo novecentista, así como la de introducir en España las nuevas corrientes internacionales derivadas del racionalismo practicado en Europa por arquitectos como Le Corbusier, Ludwig Mies van der Rohe, Walter Gropius y J.J.P. Oud. El GATCPAC defendía la realización de cálculos científicos en la construcción, así como la utilización de nuevos materiales, como las placas de fibrocemento o la uralita, además de materiales más ligeros como el vidrio.
Desarrolló su obra en la provincia de Gerona, especialmente en Olot, su localidad natal. En esa ciudad construyó la casa Serra, más conocida como casa dels Nassos (1932), la casa Bartrina (1934), la casa Rodas (1935) y la casa Gratacós (1935). Arquitecto municipal de Olot entre 1937 y 1938, proyectó la plaza del Mercado y la reforma del Matadero Municipal, no llevadas a término por la guerra. También construyó dos centros escolares en Montagut (1934, actualmente CEIP Mont Cós) y Camprodon (1936-1938, actualmente CEIP Dr. Robert), y proyectó otros en Las Presas, San Juan les Fonts, Riudaura y Abella.
Desde 1935 impartió clases de Fisiología e Higiene en el Instituto de Segunda Enseñanza de Olot. Fue militante de Acció Catalana y la CNT y se afilió al Sindicato de Arquitectos de Cataluña, que durante la Guerra Civil sustituyó al Colegio de Arquitectos. En mayo de 1938 se incorporó como teniente al ejército republicano. Tras el conflicto, fue sometido a consejo de guerra y condenado a doce años de prisión, de los que cumplió dos. También fue inhabilitado para su profesión por las nuevas autoridades.